# Coffea kimbozensis
Coffea kimbozensis är en måreväxtart som beskrevs av Diane Mary Bridson. Coffea kimbozensis ingår i släktet Coffea och familjen måreväxter. Inga underarter finns listade i Catalogue of Life.